# Rosengrenska stiftelsen
Rosengrenska stiftelsen är en göteborgsbaserad stiftelse med syfte att ge hälso-, sjuk- och tandvård till människor som vistas utan tillstånd i Sverige. Stiftelsen grundades 1998, och består av ett nätverk vårdpersonal i Göteborg.
Stiftelsens verksamheten går ut på att hjälpa papperslösa att få vård, då dessa ofta hamnar utanför det svenska socialförsäkringssystemet, och inte kan eller vågar utnyttja detta. Stiftelsens mottagning har ungefär 35 besök i veckan.
Medicinskt ansvarig för stiftelsens verksamhet är barnläkaren Henry Ascher.

## Etymologi
Namnet Rosengrenska kommer från märket på det kassaskåp i vilket man förvarade sina patientjournaler.